# 開設
| ウィキペディアには「開設」という見出しの百科事典記事はありません（タイトルに「開設」を含むページの一覧/「開設」で始まるページの一覧）。 代わりにウィクショナリーのページ「開設」が役に立つかもしれません。 |